# Föredasjön
Föredasjön är en sjö i Vetlanda kommun i Småland och ingår i Emåns huvudavrinningsområde. Sjön är 2,5 meter djup, har en yta på 0,0729 kvadratkilometer och är belägen 199,1 meter över havet.

## Delavrinningsområde
Föredasjön ingår i det delavrinningsområde (636912-144995) som SMHI kallar för Inloppet i Flögen. Avrinningsområdets medelhöjd är 208 meter över havet och ytan är 11,71 kvadratkilometer. Räknas de 35 delavrinningsområdena uppströms in blir den ackumulerade arean 487,9 kvadratkilometer. Emån som avvattnar avrinningsområdet har biflödesordning 2, vilket innebär att vattnet flödar genom totalt 2 vattendrag innan det når havet efter 171 kilometer. Delavrinningsområdet består mestadels av skog (67 procent) och jordbruk (19 procent). Avrinningsområdet har 0,36 kvadratkilometer vattenytor vilket ger det en sjöprocent på 3,1 procent.